# Rembangkepuh
Rembangkepuh is een bestuurslaag in het regentschap Kediri van de provincie Oost-Java, Indonesië. Rembangkepuh telt 3588 inwoners (volkstelling 2010).